# بيريكا أوغنينوفيتش
بيريكا أوغنينوفيتش (بالصربية: Перица Огњеновић)‏ (مواليد 24 فبراير 1977) هو لاعب كرة قدم. يلعب مع منتخب يوغوسلافيا لكرة القدم. سبق له أن لعب في كأس العالم لكرة القدم مع منتخب بلاده.

## روابط خارجية
- بيريكا أوغنينوفيتش على موقع الاتحاد الدولي (مؤرشف)  (الإنجليزية)
- بيريكا أوغنينوفيتش على موقع اتحاد أوكرانيا (الإنجليزية)
- بيريكا أوغنينوفيتش على موقع رابطة كرة القدم الفرنسية للمحترفين (الإنجليزية)
- بيريكا أوغنينوفيتش على موقع قاعدة بيانات كرة القدم.إي يو (الإنجليزية)
- بيريكا أوغنينوفيتش على موقع بيانات كرة القدم. دي إي (الألمانية)
- بيريكا أوغنينوفيتش على موقع ناشيونال فوتبول تيمز (الإنجليزية)